# Barrio San Francisco Ejido de San Pablo Tlalchichilpa
Barrio San Francisco Ejido de San Pablo Tlalchichilpa är en ort i kommunen San Felipe del Progreso i delstaten Mexiko i Mexiko. Samhället hade 595 invånare vid folkräkningen 2020.